# Морис (Илиноис)
Морис (енгл. Morris) град је у америчкој савезној држави Илиноис. По попису становништва из 2010. у њему је живело 13.636 становника.

## Демографија
Према попису становништва из 2010. у граду је живело 13.636 становника, што је 1.708 (14,3%) становника више него 2000. године.
| Група             | 2000.          | 2010.          |
| Белци             | 10.903 (91,4%) | 11.962 (87,7%) |
| Афроамериканци    | 41 (0,3%)      | 140 (1,0%)     |
| Азијати           | 61 (0,5%)      | 98 (0,7%)      |
| Хиспаноамериканци | 828 (6,9%)     | 1.306 (9,6%)   |
| Укупно            | 11.928         | 13.636         |